# Ketangi (Pamotan)
Ketangi is een bestuurslaag in het regentschap Rembang van de provincie Midden-Java, Indonesië. Ketangi telt 1712 inwoners (volkstelling 2010).